# Aleksandr Hatisian
Aleksandr Hatisian, ros. Александр Хатисян (ur. 17 lutego 1874 w Tyflisie, zm. 10 marca 1945 w Paryżu) – rosyjski lekarz i działacz samorządowy, armeński działacz państwowy i polityczny, premier Demokratycznej Republiki Armenii w latach 1919–1920, emigracyjny działacz narodowy, pisarz i publicysta, tłumacz literatury
W 1891 r. ukończył 1 gimnazjum męskie w Tyflisie, a następnie studia medyczne na uniwersytetach w Moskwie i Charkowie. W 1898 r. wyjechał na praktykę lekarską za granicę. W 1900 r. powrócił do Tyflisu. W 1902 r. wybrano go radnym do dumy miejskiej. Został członkiem rady miejskiej Tyflisu. Od 1905 r. pracował w urzędzie miejskim. W tym czasie wstąpił do Armeńskiej Federacji Rewolucyjnej (dasznaków). W latach 1905–1907 uczestniczył czynnie w wystąpieniach rewolucyjnych. W 1907 r. objął funkcję zastępcy burmistrza Tyflisu. W latach 1910–1917 był burmistrzem miasta. W 1914 r. został przewodniczącym Komitetu Kaukaskiego Związku Miast. Podczas I wojny światowej był jednym z organizatorów armeńskich drużyn ochotniczych w armii rosyjskiej. Zaangażował się też w organizowanie pomocy dla Ormian – uchodźców z Turcji. Po rewolucji lutowej 1917 r., utworzył Armeńskie Biuro Narodowe w Tyflisie. W marcu-kwietniu tego roku przewodniczył zjazdowi armeńskich partii politycznych. W czerwcu w Tyflisie wziął udział w zakaukaskim zjeździe chłopskim. We wrześniu/październiku współtworzył Armeńską Radę Narodową. Po proklamowaniu Zakaukaskiej Demokratycznej Republiki Federacyjnej w poł. lutego 1918 r., mianowano go w kwietniu tego roku ministrem finansów i zaopatrzenia. Brał udział w rozmowach pokojowych z Turcją w Trapezuncie. Już za istnienia Demokratycznej Republiki Armenii podpisał układ pokojowy z Turcją w Batumi. Od sierpnia 1919 r. do maja 1920 r. był premierem rządu armeńskiego. Jednocześnie od października 1919 r. pełnił funkcję ministra spraw zagranicznych. Latem 1920 r. wraz z pozostałymi członkami rządu ewakuował się za granicę. 2 grudnia tego roku podpisał traktat aleksandropolski, w wyniku którego władza w Armenii została przekazana bolszewickiemu Rewkomowi. Na emigracji zamieszkał w Paryżu. Kontynuował działalność polityczną w partii dasznackiej jako zastępca przewodniczącego, a następnie jej przewodniczący. W latach 1922–1923 uczestniczył w konferencji w Lozannie, reprezentując przed Ligą Narodów interesy narodu armeńskiego. Był autorem licznych artykułów z zakresu medycyny, samorządzie miejskim, ekonomiki, kultury armeńskiej. Zajmował się tłumaczeniami literatury armeńskiej. W latach 30. opublikowano jego wspomnienia, które wcześniej ukazywały się częściami w prasie. Po zajęciu Paryża przez wojska niemieckie latem 1940 r., wyjechał do Porto. Prowadził rozmowy z przedstawicielami władz III Rzeszy w sprawie odrodzenia niepodległej Armenii. Wiosną 1942 r. brał udział w konferencji w berlińskim hotelu „Adlon”. W 1944 r. został aresztowany przez Portugalczyków pod zarzutem współpracy z Niemcami, ale szybko wypuszczono go na wolność.